# Lochhill
Koordinaten: 54° 56′ 9,1″ N, 3° 40′ 51,7″ W

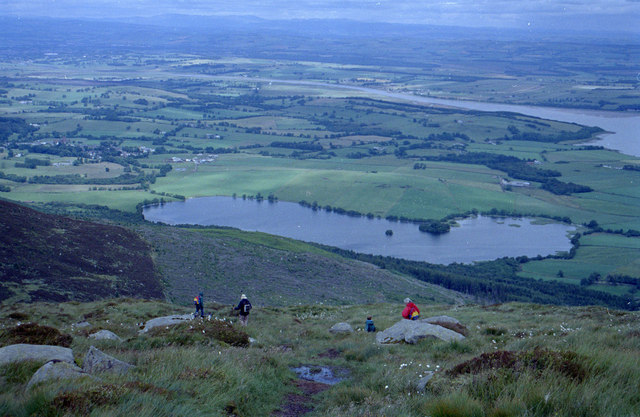
Der Lochhill Cairn lag links vom See

Das zwischen 1969 und 1971 durch Ausgrabungen von Lionel Masters (1942–2019) zerstörte Kammergrab am Lochhill lag nördlich des Loch Kindar (See) südlich von New Abbey in Dumfries and Galloway in Schottland.
Der lange für steinkammerlos gehaltene Lochhill ist ein Longcairn, der vollständig abgetragen wurde. Vor der Ausgrabung erschien der dicht bewachsene 1,7 m hohe Hügel grob trapezförmig im Grundriss, war etwa 25,0 m lang und 14,0 m breit. Die Ausgrabung ergab eine leicht konkave Exedra im Nordosten; dahinter lag eine etwa 2,0 m lange Kammer. Kammer- und der Vorhofbereich waren nach der Nutzung sorgfältig versperrt worden. Der Cairn war von einer Mauer aus Trockenmauerwerk gefasst, die im Nordwesten doppelte Breite hatte.
Der Longcairn ist eine mehrphasige Konstruktion. In der ersten Phase gab es einen flachen Graben mit drei großen Gruben und vier massiven Pfosten. Die Struktur wurde verbrannt und mit einem trapezförmigen Cairn bedeckt. Später wurde der Cairn mit einer megalithischen Exedra versehen. Der Cairn überlagert eine hölzerne Kammer mit Fassade. Die erste Kammer bestand aus einer eingetieften rechteckigen Fläche von 7,5 × 1,4 m, ihre Seiten waren mit Steinen ausgekleidet. Drei große Gruben für Holzpfosten lagen auf der Hauptachse der Struktur. Zwischen zweien (A und B im Grundriss) lagen die Überreste eines verbrannten Eichenholzbodens, auf dem und in dessen Steinfüllung mehrere Ablagerungen von eingeäschertem menschlichem Knochen lagen. Master glaubt, dass vier der Orthostaten der späteren Kammer zu dieser früheren Phase gehört haben und dass der Bau des Cairns kurz nach dem Verbrennen der Leichen stattfand.
Ein unkalibriertes Radiokarbondatum von 3120 v. Chr. (alte Halbwertszeit) stammt von einer Planke in der Holzstruktur. Bei Anwendung der Bristlecone-Pine-Korrektur scheint die Struktur im frühen 4. Jahrtausend gebaut worden zu sein. Fragmente neolithischer Keramik wurden aus der Kammer und aus einer früheren Raubgrube gewonnen. Unter den Steinen in der Nähe der Spitze des Cairns wurden Scherben von Becherware des Late Northern British Typs (nach Clarke) gefunden. 